# Brian Helgeland
Brian Helgeland  est un réalisateur et scénariste américain, né le 17 janvier 1961 à Providence (Rhode Island).

## Biographie
Brian Helgeland nait à Providence dans le Rhode Island de parents norvégiens, Aud-Karin et Thomas Helgeland. Il grandit notamment à New Bedford dans le Massachusetts. Il sort diplômé en anglais de l'Université du Massachusetts de Dartmouth. Il travaille ensuite avec son père, pêcheur de Pectinidae (coquille Saint-Jacques et autres pétoncles). Après un hiver glacial en 1985, il décide d'arrêter la pêche et souhaite se lancer dans une carrière cinématographique. Il parvient à intégrer l'université Loyola Marymount à Los Angeles,,,.
Grâce à son agent, Brian Helgeland obtient un rendez-vous avec le scénariste Rhet Topham, qui a une idée pour une comédie horrifique mais peine à écrire le scénario. Il en résulte un scénario écrit par Brian Helgeland et Rhet Tophams, 976-EVIL (en), qu'ils parviennent à vendre 12 000 $. 976-EVIL (1988) marque les débuts de réalisateur de Robert Englund, acteur connu pour son rôle de Freddy Krueger dans la franchise Freddy. Robert Englund recommande d'ailleurs Brian Helgeland à New Line Cinema. Il est donc engagé pour participer à l'écriture du quatrième volet de la saga, Le Cauchemar de Freddy (1988).
Peu après, il parvient à vendre un autre scénario pour la somme de 275 000 $, qui devient Bienvenue en enfer et sort en 1992. Il avait à cette époque vendu un script, coécrit avec Manny Coto et intitulé The Ticking Man, pour un million de dollar, mais le projet ne se fait jamais.
En 1997, il commence le tournage de Payback, avec Mel Gibson. Le tournage s'achève début 1998. En mars 1998, deux jours après avoir remporté l'Oscar du meilleur scénario adapté pour L.A. Confidential de Curtis Hanson, il est renvoyé de Payback. Sa vision et son travail sont considérés comme trop sombres et trop violents. Il est décidé de tourner des scènes supplémentaires. Le scénario est en partie réécrit par Terry Hayes,. Environ 30% du film est alors retourné sans lui. Ironiquement, en cette année 1998, il reçoit à la fois un Razzie Award (pour Postman) et un Oscar (pour L.A. Confidential) — seul Alan Menken l'avait déjà fait auparavant. Fait plutôt rare, il vient en personne chercher son Razzie,.
Malgré la production compliquée de son premier long métrage comme réalisateur (Payback), il met en scène Chevalier (2001), une comédie médiévale volontairement anachronique et bourrée de références modernes. Malgré des critiques partagées, le film s'en sort plutôt bien au box-office. Après cela, il écrit deux scénarios pour Clint Eastwood : Créance de sang (2002) et Mystic River (2003). Il revient ensuite à la mise en scène Le Purificateur, qui sort en 2003. Après Chevalier, il dirige à nouveau Heath Ledger dans ce thriller. Le film est un échec critique et commercial.
Dans le reste des années 2000, il se concentre sur son activité de scénariste : Man on Fire de Tony Scott, L'Assistant du vampire de Paul Weitz ou encore L'Attaque du métro 123 de Tony Scott. En 2006, il présence sa vision de Payback, rebaptisé Payback: Straight Up. Plus courte de 9 minutes, cette director's cut propose un remontage proche de sa vision du film avant son renvoi par le studio. Elle est présentée au Festival du film d'Austin fin 2006 et sort en DVD l'année suivante,.
Il revient ensuite à la réalisation avec 42 (2013), un film biographique sur le joueur de baseball Jackie Robinson. Le film est plutôt bien accueilli par la critique, qui apprécie les performances de Chadwick Boseman et Harrison Ford, mais pointe du doigt les inexactitudes historiques. Le film est malgré tout un succès commercial, avec 97,5 millions de dollars pour un budget de 40 millions.
Il réalise ensuite Legend (2015). Tom Hardy y incarne les jumeaux Kray, des gangsters britanniques des années 1950 et 1960. Le film reçoit des critiques partagées. S'il est rentable au box-office, le succès n'est cependant pas immense.
En mai 2017, HBO annonce que Brian Helgeland fait partie des quatre scénaristes qui travaillent sur le pilote d'un potentiel spin-off de Game of Thrones. Le scénariste a travaillé en collaboration avec George R. R. Martin, auteur de la série de romans originale Le Trône de fer.

## Filmographie
Sauf indication contraire, les informations mentionnées dans cette section peuvent être confirmées par la base de données cinématographiques IMDb,  présente dans la section « Liens externes ».

### Réalisateur
- 1996 : Les Contes de la crypte (Tales from the Crypt) - (série télévisée) - 1 épisode
- 1999 : Payback
- 2001 : Chevalier (A Knight's Tale)
- 2003 : Le Purificateur (The Order)
- 2006 : Payback: Straight Up (version director's cut de Payback)
- 2013 : 42
- 2015 : Legend
- 2023 : Finestkind

### Scénariste
- 1988 : 976-EVIL (en) de Robert Englund
- 1988 : Le Cauchemar de Freddy (A Nightmare on Elm Street 4: The Dream Master) de Renny Harlin
- 1989-1990 : Vendredi 13 (Friday the 13th: The Series) (série télévisée) - 2 épisodes
- 1992 : Bienvenue en enfer (Highway to Hell) d'Ate de Jong
- 1995 : Assassins de Richard Donner
- 1996 : Les Contes de la crypte (Tales from the Crypt) - (série télévisée) - 1 épisode
- 1997 : L.A. Confidential de Curtis Hanson
- 1997 : Complots (Conspiracy Theory) de Richard Donner
- 1997 : The Postman (The Postman) de Kevin Costner
- 1999 : Payback de lui-même
- 2001 : Chevalier (A Knight's Tale) de lui-même
- 2002 : Créance de sang (Blood Work) de Clint Eastwood
- 2003 : Mystic River de Clint Eastwood
- 2003 : Le Purificateur (The Order) de lui-même
- 2003 : Daredevil de Mark Steven Johnson (script doctor - non crédité)
- 2004 : La Mort dans la peau (The Bourne Supremacy) de Paul Greengrass (script doctor - non crédité)
- 2004 : Man on Fire de Tony Scott
- 2009 : L'Assistant du vampire (Cirque du Freak: The Vampire's Assistant) de Paul Weitz
- 2009 : L'Attaque du métro 123 (The Taking of Pelham 1 2 3) de Tony Scott
- 2010 : Green Zone de Paul Greengrass
- 2010 : Salt de Phillip Noyce
- 2010 : Robin des Bois (Robin Hood) de Ridley Scott
- 2010 : Salt de Phillip Noyce (script doctor - non crédité)
- 2015 : Legend de lui-même
- 2020 : Spenser Confidential de Peter Berg
- 2023 : Finestkind de lui-même
- 2024 : The Killer de John Woo

### Producteur
- 1992 : Bienvenue en enfer (Highway to Hell) d'Ate de Jong (coproducteur)
- 1997 : L.A. Confidential de Curtis Hanson (coproducteur)
- 2001 : Chevalier (A Knight's Tale) de lui-même
- 2003 : Le Purificateur (The Order) de lui-même

## Distinctions principales
Source et distinctions complètes : Internet Movie Database

### Récompenses
- Oscars 1998 : meilleur scénario adapté pour L.A. Confidential
- Razzie Awards 1998 : pire scénario pour Postman
- Festival du film policier de Cognac 1999 : prix du public pour Payback

### Nominations
- British Academy Film Awards 1998 : meilleur scénario adapté pour L.A. Confidential
- Oscars 2004 : meilleur scénario adapté pour Mystic River
- Golden Globes 2004 : meilleur scénario pour Mystic River
- British Academy Film Awards 2004 : meilleur scénario adapté pour Mystic River